# Andram
Andram is een fictieve heuvelrug in het door J.R.R. Tolkien verzonnen land Beleriand
De naam betekent in het Nederlands: Lange Muur. De Andram liep van Nargothrond in het westen naar de Ramdal in het oosten, onderweg onderbroken door de Poorten van de Sirion. Nog verder ten oosten van de Ramdal lag de Amon Ereb, die niet tot de Andram gerekend werd.
Alhoewel niet expliciet vermeld, wordt het aangenomen dat de Andram tezamen met het grootste gedeelte van Beleriand ten onder is gegaan tijdens de oorlog van gramschap.